# Schismatoglottis trivittata
Schismatoglottis trivittata är en kallaväxtart som beskrevs av Ernst Hans Hallier. Schismatoglottis trivittata ingår i släktet Schismatoglottis och familjen kallaväxter. Inga underarter finns listade.